# Harmen Steenwijck

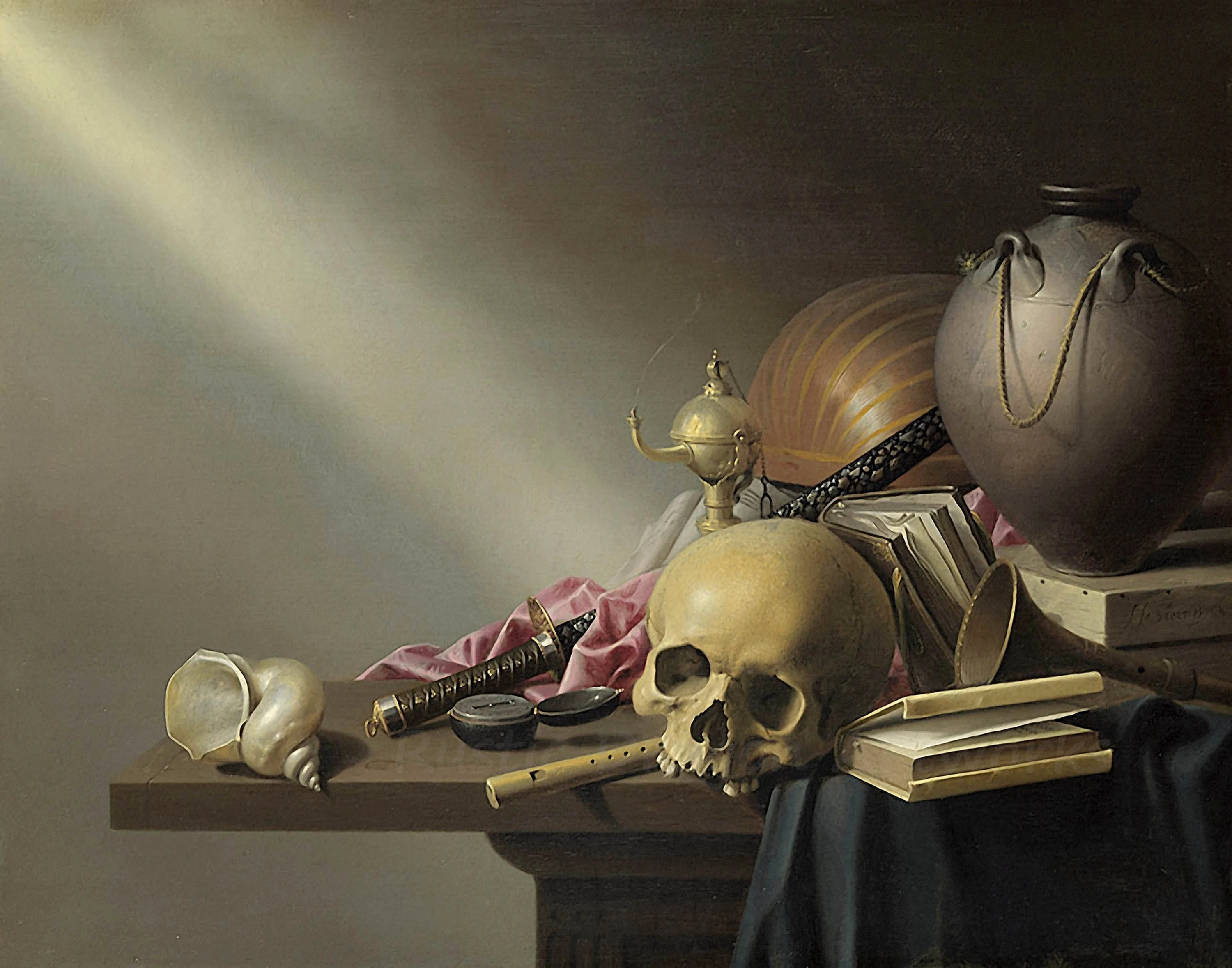
Vanidades, de Harmen Steenwijck, The National Gallery, Londres (1640-1645)

Harmen Steenwijck (Delft, c. 1612-Leiden después de 1656) fue un pintor de la Edad de Oro neerlandesa especializado en la pintura de bodegones o naturalezas muertas, principalmente del género vanitas.

## Biografía
En 1628 pasó a Leiden para estudiar pintura en el taller de su tío David Bailly (1584 - 1657), junto con su hermano Pieter Steenwijck. Debió de permanecer en Leiden los cinco años siguientes. En 1636, de nuevo en Delft, ingresó en el gremio de San Lucas. Viajó  a las Indias Orientales Neerlandesas a bordo de un mercante en 1654 y regresó al año siguiente. En enero de 1656 se le documenta por última vez en Delft.
Se conocen más de treinta pinturas suyas, entre las que destacan el Bodegón. Alegoría de las vanidades de la vida humana en la National Gallery de Londres o las dos Vanitas del Stedelijk Museum De Lakenhal, Leiden o, en otro orden, el bodegón con peces de agua dulce y frutas del Rijksmuseum de Ámsterdam.